# نيكولا باركر
نيكولا باركر (بالإنجليزية: Nicola Barker)‏‏ (30 مارس 1966 في إيلي - ) روائية، ومؤلفة، وكاتِبة من المملكة المتحدة.

## الجوائز
- جائزة جون لولين رايس  [لغات أخرى]‏

## روابط خارجية
- نيكولا باركر على موقع IMDb (الإنجليزية)